# Vicenç Mitjavila i Fisonell
Vicente Mitjavila i Fisonell fou metge soci de la Reial Acadèmia de Medicina de Barcelona actiu durant les darreries del segle xviii i principis del XIX. Escrigué diversos treballs de medicina algunes de les quals són:
- «Carta sobre la tintura elástica»
- «Noticia de los daños que causan al cuerpo humano las preparaciones del plomo, ya administradas como medicina o ya mezcladas fraudulentamente con los alimentos de primera necesidad» (Barcelona 1791). En aquesta obra es dona un mitjà fàcil i intel·ligible a tota classe de persones per saber si els aliments. estan adulterats amb plom.
- «Sindicación del tabaco rapé Español» amb data del 6 de gener de 1793, compilació de diverses cartes que Mitjavila envià al diari de Barcelona sobre el nociu ús del tabac rapè espanyol.
- «Anotaciones médico-prácticas sóbre las calenturas intermitentes y su curación, y el uso del arsénico de potasa, traducidas del italiano y muy añadidas por el Dr. Vícente Mitjavila». Mitjavila no s'acontentà a traduir l'obra, en què el Dr Valeriano Luis Brera professor de Pavia tracta científicament de les febres intermitents, i del mètode de curar amb la composició de l'òxid d'arsènic i la potassa dissolts en aigua, etc. sinó que en les observacions i reflexions, que posa de seguida per via d'apèndix, continua la doctrina de l'autor amb l'exemple de sis malalts als que va donar aquest remei, i la va il·lustrar, exposant amb claredat el mètode i precaucions que s'han de prendre per al seu ús: explicant detingudament la manera de socórrer al malalt en els casos en què la malícia, l'equivocació o la imprudència, hagin estat causa dels danyosos efectes que produeix quan s'abusa d'ell : també combat vigorosament la preocupació i temor que alguns facultatius tenen d'usar els seus minerals anomenats corrosius. «Res importa, diu el Dr Mitjavila, que molts remeis se'ns presentin embolicats amb la capa formidable de verins, si aconseguim per mitjà d'ells la salut i conservem la nostra vida». Fins que el savi i intrèpid Stork publicà els seus experiments sobre les plantes verinoses amb què ha enriquit la medicina, la cicuta, el jusquiam negre, l'acònit i altres, es presentaven també sota l'aparença de verins, i al dia no només es riuen els professors de la seva virtut verinosa, sinó que la reciten amb bon succés, fins i tot en més copiosa dosi, que el mateix Stork. Últimament prova químicament que l'òxid d'arsènic combinat amb la potassa, de la manera que li prepara i ordena el Dr Brera, perd molta de la seva causticitat, i per a això es val de l'exemple de l'àcid sulfúric, del qual sent pur, ningú pot prendre vint gotes, sense experimentar immediatament els tràgics i funestos efectes de la seva causticitat i força corrosiva, però combinant-lo amb la potassa que forma el sulfat d'aquesta, es pren amb gran utilitat a l'alta dosi que cap facultatiu ignora. Però si l'àcid sulfúric, que és capaç de cremar immediatament que toca, es combina amb l'àlcali mineral, forma el sulfat de sosa, el qual si es fica a la boca refresca molt. Es veu doncs clarament que la manera de treure o disminuir en els àcids la causticitat és el de combinar-los amb els àlcalis i sent, com assegura en aquesta obra el Dr Mitjavila, l'òxid d'arsènic un àcid, combinant-ho amb la potassa ha de perdre en gran part la causticitat i força corrosiva i, per tant, els arsènics de potassa de la manera que prescriuen al dia no han de ser danyosos, com ho era l'òxid d'arsènic que prescrivia antigament per a la curació de les febres intermitents en dosis excessiva i sense el mètode convenient.
- «Memorial literario de 1802»
- «Reflexiones de Cayetano Strambio sobre los elementos de medicina del Dr. Brown» (Barcelona, 1804)
- «Correspondencia literario — médica» periódico trimestre de medicina, cirugía y farmacia" (1804).
- «Práctica de las enfermedades locales» (publicat a Barcelona)
- «Colección de fragmentos relativos a la proposición Browniana» (publicat a Barcelona)
- «División de las enfermedades, hecha segun los principios de Brown por D. Valeriano Luis Brera» (2a edició Barcelona)
- «Práctica de las enfermedades asténicas, fundada en la experiencia y en la doctrina Browniana» traducció de l'italià en què hi havia algunes faltes de llenguatge, d'estil, plena d'errades d'impressió.